# Instytut Zachodni

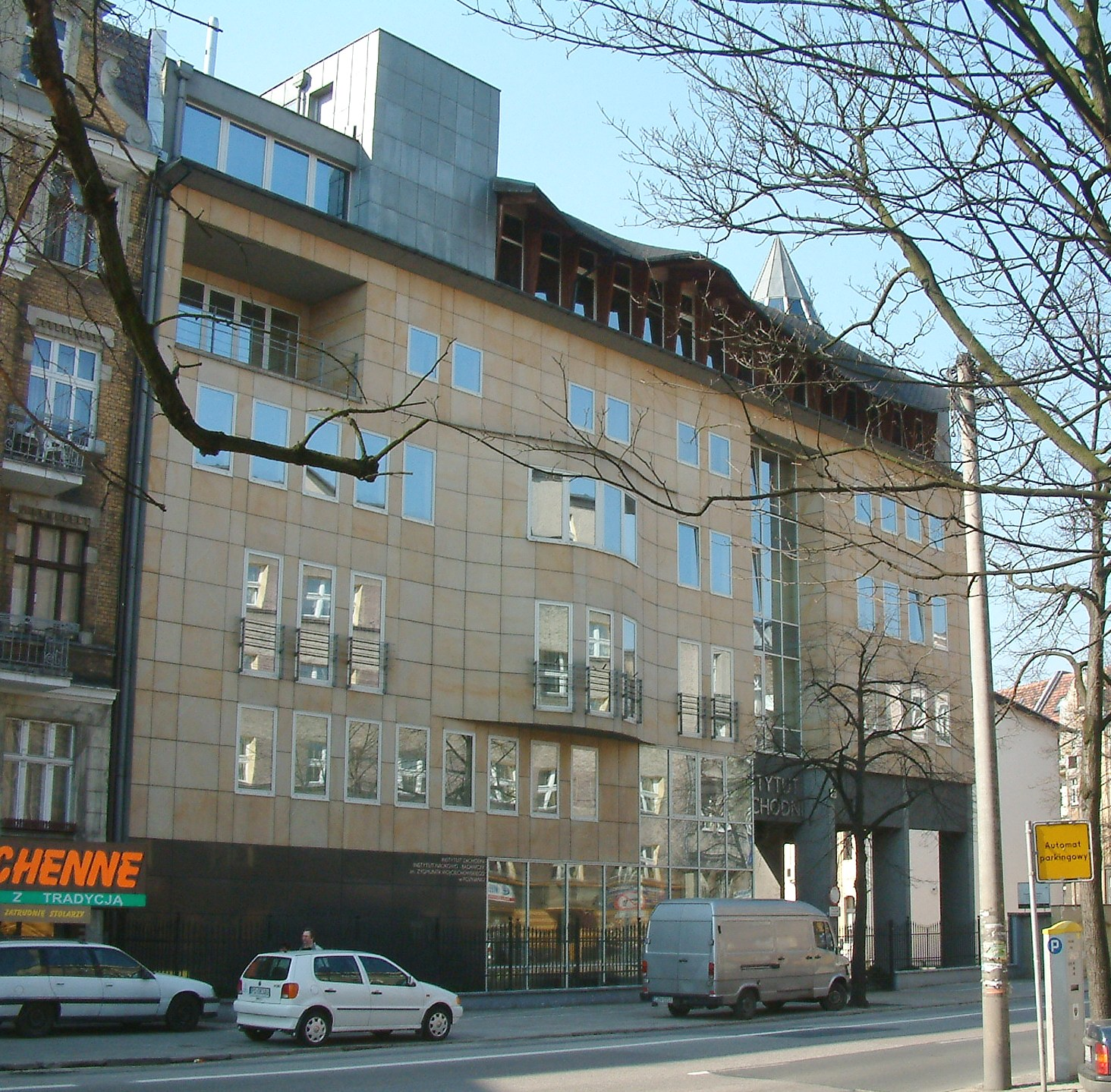
Sitz des Posener West-Instituts

Das Instytut Zachodni im. Zygmunta Wojciechowskiego (IZ) mit Sitz in Posen (englisch: Institute for Western Affairs, deutsch: Westinstitut, französisch: Institut Occidental) stellt eine staatliche Organisation dar, gegründet durch ein Gesetz vom 17. Dezember 2015, und ist Rechtsnachfolger des seit 1944 bestehenden Instytut Zachodni – Instytut Naukowo-Badawczy im Zygmunta Wojciechowskiego. Das IZ befasst sich mit der Beobachtung und Analyse der politischen, wirtschaftlichen und rechtlichen Entwicklung in Westeuropa, insbesondere in Deutschland, und verfolgt die deutsch-polnischen Beziehungen sowie internationale Fragen wie etwa Entwicklungen in der Europäischen Union, transatlantische Beziehungen, globale Herausforderungen und Gefahren. Die Hauptaufgabe des IZ ist nach eigenen Angaben die wissenschaftliche Erforschung der oben genannten Prozesse und die Erstellung von politischen Analysen, Berichten, Expertisen und Prognosestudien für den Bedarf von öffentlichen Behörden in Polen. Das Institut unterliegt der Kontrolle durch den polnischen Ministerpräsidenten.

## Geschichte und Funktion des Instytut Zachodni
Der Ursprung des Westinstituts ist tief mit dem „Westgedanken“ verbunden und somit mit den historischen Westgebieten Polens. In der Zwischenkriegszeit entwickelte sich der Gedanke, das moderne Polen habe Anspruch auf die in Mittelalter und früher Neuzeit von polnischen Königen beherrschten Gebiete bis zur Oder, insbesondere an der Universität in Posen, die ein wichtiges Zentrum für Forschungen zur Germanistik, zu den deutsch-polnischen Beziehungen und zur polnischen Vergangenheit der „Westgebiete“ wurde. Die wissenschaftlichen Zirkel Posens versammelten solche bekannten Gelehrten wie Jan Czekanowski, Kazimierz Tymieniecki, Teodor Tyc, Józef Kostrzewski, Mikołaj Rudnicki, Maria Kiełczewska-Zaleska und Zygmunt Wojciechowski.
Die Idee, eine spezialisierte Forschungseinrichtung zu gründen, die sich mit der „deutschen Problematik“ und mit der schwierigen Geschichte der deutsch-polnischen Nachbarschaft befasst, entstand 1943 während der deutschen Besatzungsherrschaft inmitten des Zweiten Weltkrieges im Rahmen der Untergrundorganisation „Ojczyzna“ (Vaterland), die mit den Strukturen des Polnischen Untergrundstaates verbunden war. „Ojczyzna“ leitete die Arbeiten der sog. West-Sektion des Departements für Information und Presse der polnischen Regierungsdelegation für das Inland. Bereits damals galten die Aktivisten von „Ojczyzna“, unter denen Zygmunt Wojciechowski, Edmund Męclewski, Jan Jacek Nikisch, Edward Serwański, Andrzej Grodek und Jan Zdzitowiecki mitwirkten, als wichtige gestalterische Kräfte der polnischen Nachkriegsordnung; sie betrieben die Erweiterung Polens bis zur einstigen Westgrenze des 1370 erloschenen Königreichs der Piasten an Oder und Lausitzer Neiße. Zum damaligen Zeitpunkt ist zum ersten Mal die Bezeichnung der späteren Einrichtung, Instytut Zachodni, aber auch der Titel für ihre wichtigste Fachzeitschrift, „Przegląd Zachodni“, konzipiert worden. Das erste Dokument, in dem das Forschungsprofil und die Organisationsstruktur des Westinstituts beschrieben wurde, war im Dezember 1944 in Form einer Notiz an die Regierungsdelegation für das Inland vorbereitet worden. Der Zeitpunkt gilt als das eigentliche Gründungsdatum des Westinstituts.
Die konkrete Idee, das Westinstitut zu gründen, entstand in Milanówek bei Warschau, wo sich zur damaligen Zeit Zygmunt Wojciechowski aufhielt und wo sich auch andere Initiatoren des Projekts aus dem Umfeld der Organisation „Ojczyzna“ konspirativ trafen, v. a. A. Grodek, E. Męclewski und J. Zdzitowiecki. Die Wahl der Stadt Poznań als Sitz des künftigen Westinstituts unterlag dabei von Anfang an keinerlei Zweifel, da man klar eine Anknüpfung an die Tradition des „Westgedankens“ suchte, wie sie an der Universität in Poznań betrieben worden war.
Die offizielle Gründung des Westinstitutes erfolgte am 27. Februar 1945, kurz nachdem eine diesbezügliche Denkschrift von Wojciechowski an den Premierminister Edward Osóbka-Morawski gerichtet worden war. Die Satzung des Instituts wurde am 6. August 1945 bestätigt. Zum ersten Direktor des Westinstituts wurde sein Initiator Zygmunt Wojciechowski, Rechtshistoriker und Spezialist für deutsch-polnische Geschichte. Zu den damaligen Aufgaben des Instituts zählte die Aufarbeitung der deutschen Besatzung, die Analyse des Eingliederungsprozesses der durch die Westverschiebung Polens und die Vertreibung der Deutschen hinzugewonnenen westlichen Gebiete in den polnischen Staat sowie die Erforschung der Geschichte der polnisch-deutschen Beziehungen. Dieses Profil wurde dann allmählich um die Frage der europäischen Integration (eine Pionierforschung in Polen), die Problematik der beiden deutschen Staaten, die Entwicklung Ost-Mitteleuropas und schließlich ganz allgemein die Ost-West-Beziehungen erweitert. Das Institut funktionierte bis 1991 als eine wissenschaftliche Forschungseinrichtung, wobei dem „Verein Westinstitut“ als Gründungsorgan die Aufsichtsfunktion zukam. Diese Lösung stellte die materiellen Grundlagen für die Forschungsarbeit sicher und sorgte gleichzeitig für die Verbindung zwischen dem festangestellten Personal und den wissenschaftlichen Kreisen in Poznań und im übrigen Polen.
Die Wende der Jahre 1989/1990 eröffnete neue Forschungsmöglichkeiten für das Institut, indem der Themenumfang erweitert und vertieft werden konnte, während sich die politische Kontrolle des Instituts im Zuge der Demokratisierung Polens zunächst lockerte. Im breiten Umfang wurde nun die Frage des Prozesses der Integration und Desintegration Europas aufgenommen, darunter die Wiedervereinigung Deutschlands, die Rolle Deutschlands auf der internationalen Ebene, die Problematik des deutschen Erbes in den nach 1945 hinzugewonnenen Westgebieten, die Frage der kollektiven Sicherheit unter einem regionalen und globalen Aspekt sowie die transatlantischen Beziehungen.
1991 wurde das Westinstitut zunächst eine Forschungs- und Entwicklungseinrichtung des Außenministeriums und ab 2013 des Ministeriums für Wissenschaft und Hochschulbildung. Den derzeitigen Rechtsstatus als staatliches Institut, das direkt der Kanzlei des Ministerpräsidenten unterstellt ist, erlangte das IZ am 17. Dezember 2015 aufgrund eines diesbezüglichen Gesetzes, wenige Wochen, nachdem die PiS die alleinige Regierungsverantwortung in Polen übernommen hatte.

## Struktur des Instituts

### Direktoren des Instituts

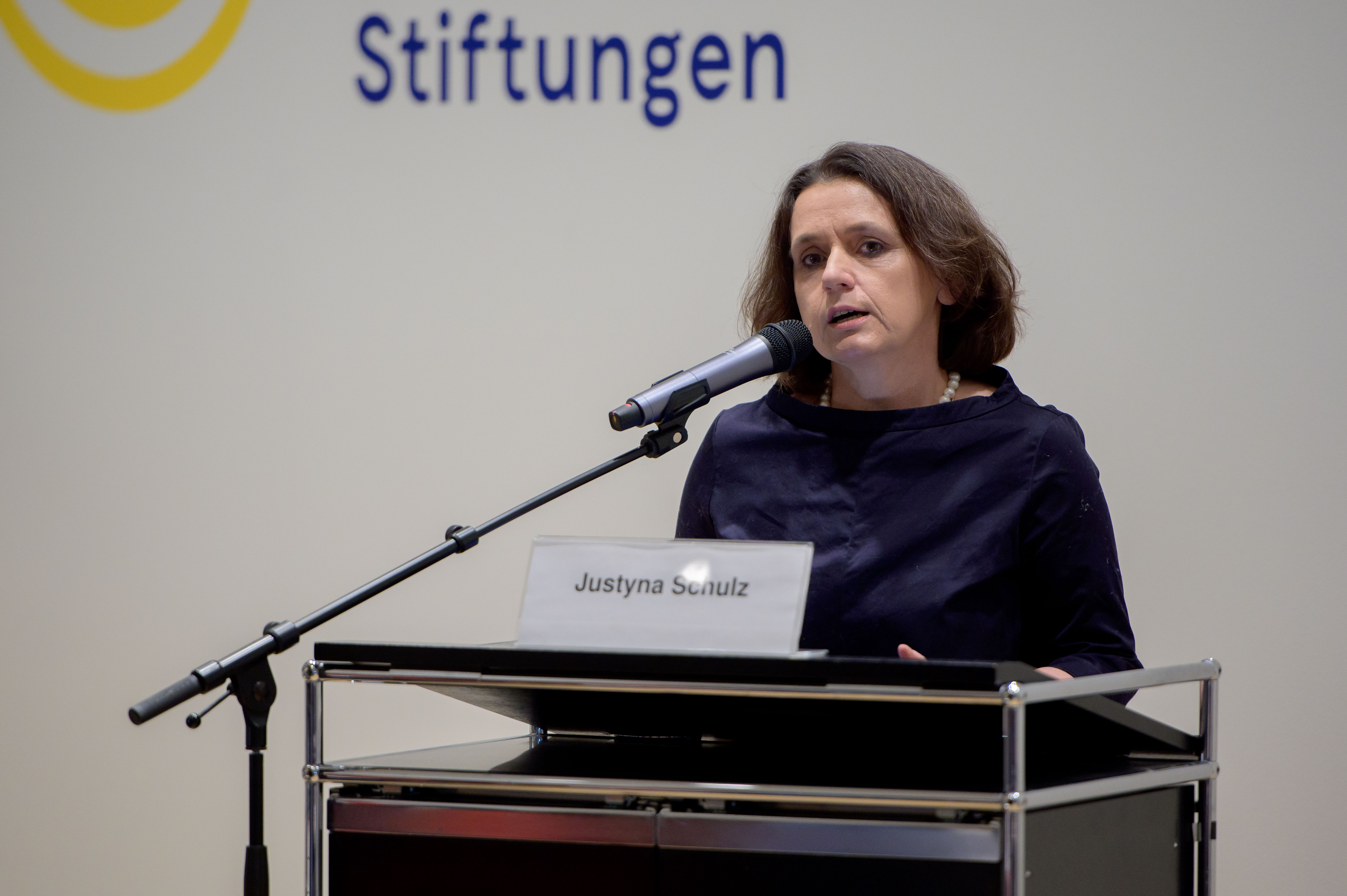
Justyna Schulz (2019)

- 1945–1955 – Zygmunt Wojciechowski
- 1956–1958 – Kazimierz Piwarski
- 1959–1961 – Gerard Labuda
- 1961–1964 – Michał Sczaniecki
- 1964–1965 – Zdzisław Kaczmarczyk
- 1966–1973 – Władysław Markiewicz
- 1974–1978 – Lech Trzeciakowski
- 1978–1990 – Antoni Czubiński
- 1990–2004 – Anna Wolff-Powęska
- 2004–2011 – Andrzej Sakson
- 2013–2017 – Michał Nowosielski
- 2017          –  Justyna Schulz

### Abteilungen des Instituts
a. Bereich für Forschungen und Analysen
1. Team: Deutschland – Staat, Gesellschaft, Wirtschaft
2. Team: Deutschland – Europa – Welt
3. Team: Geschichte und Politik
4. Team: Globale Sicherheit
5. Projekt: West- und Nordgebiete

b.  Organisationsabteilung
c. Buchhaltung

### Bibliothek
Die Sammlungen der Bibliothek des Instytut Zachodni zählen insgesamt über 120.000 Titel (darunter auch ein großer deutschsprachiger Pressebestand) und gelten als die größte Spezialsammlungen auf dem Gebiet der Erforschung Deutschlands; ferner besitzt die Bibliothek des IZ reiche und wertvolle Sammlungen nicht nur zur Geschichte Polens und zur allgemeinen Geschichtswissenschaft, sondern auch zu europäischen Fragen, zu Problemen der internationalen Beziehungen sowie zu soziologischen, juristischen und wirtschaftlichen Fragestellungen.

### Dokumentensammlung
In den Beständen des Westinstituts befindet sich originales Archivmaterial (digitalisiert): das Archiv des II. Weltkrieges – und das Archiv der Westgebiete. Jahrelang wurden hier Dokumente, Erinnerungen und diverse persönliche Aufzeichnungen, Archivmaterialien, Fotos und Veröffentlichungen aus der Okkupationszeit gesammelt. Diese bilden das Archiv des II. Weltkrieges. Das Archivmaterial aus diesen Sammlungen wurde in Monographien und Alben erfasst, auf Ausstellungen präsentiert und in Dokumentarfilmen und Reportagen verwendet. Im Archiv der Westgebiete dagegen findet man u. a. die Erzeugnisse der wissenschaftlichen Pionierarbeiten des Westinstituts, die direkt nach dem Krieg in den Wiedergewonnenen Gebieten geführt wurden, und Memoiren der Einwohner dieser Gebiete, die vom Westinstitut in den Jahren 1956, 1966 und 1970 gesammelt und ediert wurden.

### Verlag
Der seit 1945 bestehende Verlag des Westinstituts hat bislang über 400 Bücher, die in 350 Exemplaren gedruckte Zeitschrift  „Przegląd Zachodni“ (in der Vergangenheit wurde die Zeitschrift auch auf Englisch, Französisch und Deutsch herausgegeben) sowie viele andere Gelegenheitsschriften und Buchreihen veröffentlicht. Er publiziert nicht nur die wissenschaftlichen Forschungen der Mitarbeiter des Instituts, sondern auch die Arbeiten sonstiger, thematisch relevanter wissenschaftlicher Fachkreisen aus Polen und dem Ausland.

### Rat des Instituts
Der Rat wurde Kraft eines parlamentarischen Gesetzes berufen und supervisiert die Arbeit des Westinstituts.
Zusammensetzung (2016–2020):
- Justyna Magdalena Golińska-Meisel
- Zdzisław Krasnodębski (Vorsitzender)
- Grzegorz Kucharczyk
- Bogdan Musiał
- Wojciech Jerzy Poczachowski
- Przemysław Sypniewski
- Szymon Szynkowski vel Sęk (bis Mai 2018 Jacek Czaputowicz)
- Zygmunt Woźniczka
- Marcin Zarzecki

## Forschungs- und Analysenprogramm des Instituts
Forschungen und Analysen werden in den wichtigsten Themenkreisen realisiert:
1. Deutschland: Innere (politische, wirtschaftliche, soziale, juristische) Fragen;
2. Deutschland auf internationaler Ebene (u. a. im Rahmen der EU und des transatlantischen Systems sowie im Hinblick auf sein globales Engagement und seine Sicherheitspolitik);
3. Historische, politische und juristische Aspekte der polnisch-deutschen Beziehungen, darunter die Gestaltung des kollektiven Gedächtnisses und der Geschichtspolitik; sowie spezifischer die Geschichte Deutschlands;
4. Globale Herausforderungen und Sicherheitsprobleme (darunter Terrorismus, Migration, humanitäre Hilfe);
5. West- und Nordgebiete: geschichtliche, soziologische und kulturelle Aspekte.

## Ergebnisse der Forschungs- und Analysearbeiten
Die Ergebnisse der im Westinstitut geführten Forschungs- und Analysearbeiten werden präsentiert in Form von: Publikationen, Ausarbeitungen für öffentliche Verwaltungsbehörde, Online-Publikationen.

### Publikationen
- Monographien und Sammelwerke, herausgegeben im Rahmen der Publikationsreihen: Werke des Westinstituts (Prace Instytutu Zachodniego), Bibliothek „Przegląd Zachodni“ (Biblioteka „Przeglądu Zachodniego“), Studium für Deutschkunde (Studium Niemcoznawcze), Europäische Studien (Studia Europejskie), Westgebiete ‒ Studien und Dokumente (Ziemie Zachodnie ‒ Studia i Materiały), Quellensammlungen zur deutschen Besatzungszeit (Documenta Occupationis), IZ Policy Papers u. a.;
- Wissenschaftliche Zeitschrift „Przegląd Zachodni“ (herausgegeben seit 1945; digitalisiert);

### Ausarbeitungen für öffentliche Verwaltungsbehörde
„WI-Notizen“, „WI-Expertisen“, „WI-Berichte“, „Sicherheitsanzeiger“ und unregelmäßige Publikationen.

### Online-Publikationen
„WI-Bulletin“, „IZ Policy Papers“, „Vom WI-Archiv“

## Archiv des Ministers Krzysztof Skubiszewski
Ein integraler Teil des Westinstituts ist das Archiv des Ministers Krzysztof Skubiszewski. Hier handelt es sich um eine 2014 seitens der Familie von Krzysztof Skubiszewski gemachte Schenkung. Krzysztof Skubiszewski wirkte von 1989 bis 1993 als polnischer Außenminister und war ein überragender Jurist und Diplomat in einer historisch einzigartigen Übergangszeit. Neben seinem reichlichen Bücherbestand hinterließ er zahlreiche Dokumente, seinen Briefwechsel, handschriftliche Notizen, Fotos und persönliche Familienandenken.